# Palmerins
Palmerins és el nom que reben un conjunt de novel·les de cavalleries castellans que giren al voltant del protagonista Palmerí i les seves gestes. Prenen les característiques pròpies dels cicles tardans: personatges tendents a l'exageració, reescriptura de passatges famosos d'altres herois anteriors, inclusió d'elements exòtics i històrics i un amor que serveix de fil conductor per a les aventures del protagonista.
La primera novel·la del cicle és Palmerín de Oliva, que dona nom a tot el conjunt. Publicada el 1511, narra les aventures d'un cavaller per Llevant. Rep el seu malnom perquè va ser trobat entre palmeres després de néixer, en una al·lusió a altres figures cèlebres com Moisès. Com en altres novel·les de l'època, també relata l'ascens social de l'heroi, que acaba sent emperador de Constantinoble. La trama segueix el model d'Amadís de Gaula.
El llibre Primaleón (1512) narra les aventures del fill gran de Palmerí, que imita el seu pare per aconseguir l'amor de Gridonia, una relació marcada per passatges d'humor pels continus rebuigs de la dama fins al casament final. A partir d'aquesta novel·la es van escriure dues obres de teatre, fet que en demostra la popularitat: Don Duardos de Gil Vicente (que dramatitza les aventures del company de Primaleón) i la Gridonia o cielo de amor vengado, de Paravicino, que ressegueix el fil amorós.
Posteriorment es va publicar Platir (1533), que narra la vida del fill de Primaleón. Aquesta obra va ser molt popular a terres italianes, on es va escriure Flortir, dedicat al fill de Platir. Aquest, al seu torn, va originar una segona part on s'afegien aventures inèdites de Flortir. La demanda del públic italià va provocar que es creés un subcicle propi, amb novel·les que ampliaven les gestes de Primaleón i Palmerín d'Oliva o incloïen les històries de parents fora de la branca principal.
L'obra portuguesa Palmeirim de Inglaterra (1541) se centra en el primogènit de la filla gran de Palmerín d'Oliva i és considerada una de les millors del cicle. Per aquest motiu va comptar amb continuacions en italià, portuguès i castellà, entre elles Duardos de Bretanha (1582), que gira al voltant del fill gran de l'anterior, i Clarisol de Bretanya (1602).